# Pandiaka porphyrargyrea
Pandiaka porphyrargyrea là loài thực vật có hoa thuộc họ Dền. Loài này được Suess. & Overkott mô tả khoa học đầu tiên năm 1940.